# باتريك موراتوغلو
باتريك موراتوغلو (بالفرنسية: Patrick Mouratoglou)‏ (ولد في 8 يونيو 1970) مدرب تنس فرنسي, محلل ومعلق تلفزيوني رياضي، ومدرب سيرينا ويليامز منذ يونيو 2012.